# Anguina agrostris
Anguina agrostris är en rundmaskart. Anguina agrostris ingår i släktet Anguina och familjen Tylenchidae. Inga underarter finns listade i Catalogue of Life.